# Safien
Safien est une localité et une ancienne commune suisse du canton des Grisons, située dans la région de Surselva.

## Histoire
Le 1er janvier 2013, elle a fusionné avec Valendas, Versam et Tenna pour former la nouvelle commune de Safiental.